# Věra Jordánová
Věra Jordánová, rozená Věra Nováková, (15. dubna 1928 Praha – 13. listopadu 2022 Praha) byla česká herečka a televizní režisérka.

## Životopis
Své dětství prožila ve Šternberku, její otec zde působil jako vojenský lékař, matka byla vystudovaná operní zpěvačka. Ve Šternberku chodila na základní školu a navštěvovala místní ochotnické divadlo. Po obsazení Sudet v říjnu roku 1938 se celá její rodina nuceně odstěhovala do Prahy.
V Praze na AMU posléze vystudovala herectví, po jejím absolutoriu po šest let působila v angažmá v libereckém divadle. Zde se také seznámila se svým manželem. V roce 1957 se jim narodila dcera, která se pak v dospělosti stala scenáristkou. Po mateřské dovolené získala místo asistentky režie v Československé televizi. Během tohoto zaměstnání vystudovala filmovou režii na pražské FAMU. V roce 1959 nastoupila jako režisérka do Redakce pro děti a mládež Československé televize, kde působila bezmála 40 let. V Československé televizi a později i v České televizi se věnovala téměř výhradně režírování televizních pohádek i televizních inscenací.
Občas pracovala jako turistická průvodkyně pro německy mluvící turisty v hlavním městě Praze.
V roce 2010 obdržela čestné občanství města Šternberk, kde prožila dětství.

## Televizní filmografie
Televizní filmografie zahrnuje 189 položek.
- 1961 – Začínáme žít (dětské drama)
- 1961 – Paní Mincmistrová (historický/pro mládež)
- 1961 – Zákon věrných strážců (dětský)
- 1962 – Robinson a ti druzí (pro dospívající)
- 1962 – Dalecí a blízcí (pro mládež)
- 1963 – Pohádka o ježcích (pro děti)
- 1963 – Timur a jeho parta (dětský)
- 1963 – Půjčka na úvěr (dětský)
- 1963 – O krásce a netvorovi (pohádka)
- 1964 – Finále (pro mládež)
- 1965 – Země černých deštníků (Pohádkový zeměpis)
- 1965 – Země malovaných koníčků (Pohádkový zeměpis)
- 1965 – Země hradů a zámků (Pohádkový zeměpis)
- 1966 – Země slunce a šafránu (Pohádkový zeměpis)
- 1966 – Věra Lukášová (drama/pro mládež)
- 1966 – Evženie Grandetová (drama)
- 1966 – Jak si Honza postavil vzducholoď (pohádka)
- 1966 – O chytré princezně (pohádka)
- 1966 – Jak se stal Matěj Cvrček doktorem (pohádka)
- 1966 – O nosaté princezně (pohádka)
- 1967 – Dýmka Komunardova (povídka)
- 1967 – Červený kvítek (cyklus Ruské byliny) (pohádka)
- 1967 – O žabce carevně (cyklus Ruské byliny) (pohádka)
- 1967 – Bohatýr Volha (cyklus Ruské byliny) (pohádka)
- 1967 – Carevna Morevna (cyklus Ruské byliny) (pohádka)
- 1967 – O překrásné Vasilise mikulišně (cyklus Ruské byliny) (pohádka)
- 1967 – O sestřičce Alenušce a bratříčkovi Ivanuškovi (cyklus Ruské byliny) (pohádka)
- 1967 – Jdi tam, nevím kam, přines to, nevím co (cyklus Ruské byliny) (pohádka)
- 1967 – Zrzek (povídkový)
- 1967 – Malá Dorritka (drama)
- 1967 – Jak princezny spaly na hrášku (pohádka)
- 1968 – Kdo je hrdina? (dětský)
- 1968 – Vo modrým ptáčku (pohádka)
- 1968 – Čertův švagr (pohádka)
- 1968 – Dick Whittington (pohádka)
- 1968 – O princezně na hrášku (cyklus Andersenovy pohádky)
- 1968 – Co dělá táta, je vždycky správné (cyklus Andersenovy pohádky)
- 1968 – Pohádka o Honzovi (cyklus Andersenovy pohádky)
- 1968 – Císařovy nové šaty (cyklus Andersenovy pohádky)
- 1968 – Pasáček vepřů (cyklus Andersenovy pohádky)
- 1968 – Létající kufr (cyklus Andersenovy pohádky)
- 1968 – Těžká početní úloha (cyklus Andersenovy pohádky)
- 1969 – První láska (drama)
- 1969 – Obr z černé skály (pohádka)
- 1969 – Princezna Lada (pohádka)
- 1969 – O statečném Petrovi (pohádka)
- 1969 – Hádankář Vojta (pohádka)
- 1969 – Dvě Cecilky (pohádka)
- 1969 – O třech ztracených princeznách (cyklus Norské pohádky)
- 1969 – O obrovi, který neměl srdce v těle (cyklus Norské pohádky)
- 1969 – O hloupém Matějovi (cyklus Norské pohádky)
- 1969 – Na východ od slunce, na západ od Měsíce (cyklus Norské pohádky)
- 1969 – O divoké kachně (cyklus Norské pohádky)
- 1969 – Soused modrovous (cyklus Norské pohádky)
- 1969 – Ole a její pomocníci (cyklus Norské pohádky)
- 1970 – Proč je v moři slaná voda (cyklus Francouzské pohádky)
- 1970 – O sedmikrásce (cyklus Francouzské pohádky)
- 1970 – Jak se stala pyšná princezna žebrákovou ženou (cyklus Francouzské pohádky)
- 1970 – O statečném rytíři Janovi (cyklus Francouzské pohádky)
- 1970 – Tajemný hrad Yverdon (cyklus Francouzské pohádky)
- 1970 – Princezna husopaska (cyklus Francouzské pohádky)
- 1970 – O princezně z ďáblovy rokle (cyklus Francouzské pohádky)
- 1970 – Žabí muzikál (pohádka)
- 1970 – O hradu Zásadce a turecké vojně (pohádka)
- 1970 – Zánik domu Usherů (Povídka E.A. Poeho)
- 1971 – O vytrestaném soudci (cyklus Pohádky Tisíce a jedné noci)
- 1971 – Alí Baba a čtyřicet loupežníků (cyklus Pohádky Tisíce a jedné noci)
- 1971 – Abúl Hasan čtverák (cyklus Pohádky Tisíce a jedné noci)
- 1971 – Alladinova kouzelná lampa (cyklus Pohádky Tisíce a jedné noci)
- 1971 – O dceři kupcově a synu krále iráckého (cyklus Pohádky Tisíce a jedné noci)
- 1971 – O ptáku se smaragdovým peřím (cyklus Pohádky Tisíce a jedné noci)
- 1971 – Ebenový kůň (cyklus Pohádky Tisíce a jedné noci)
- 1971 – Drak Šustidrak (pohádka)
- 1971 – Zločin na Zlenicích hradě (krimidrama/historický)
- 1971 – Renata (pro mládež)
- 1971 – Ententýny (pro mládež)
- 1972 – V těžkých dnech (pro mládež/historický)
- 1972 – Hrdinové z pohádek (pohádka/TV pořad)
- 1972 – Svatá noc (pohádka)
- 1972 – Čarodějův učeň (Baletní pohádka)
- 1973 – Jana Eyrová (seriál)
- 1973 – Táto, už je čas (dětský/pro mládež)
- 1973 – Skleněná panna (pohádka)
- 1973 – Nejpozději do 1. září (dětský)
- 1973 – Honzovo království (opera/pohádka)
- 1974 – Vlajky na věžích (dětský)
- 1974 – Princ chocholouš (pohádka)
- 1974 – Padla kosa na kámen (pohádka)
- 1974 – Křeslo pro gladioly (dětský)
- 1974 – Krkonošské pohádky (TV Seriál)
- 1975 – Zlatá přadlena (pohádka)
- 1975 – Ten kůň musí pryč (rodinný)
- 1975 – Hodinky šly pěšinkama (dětský)
- 1975 – Čertova nevěsta (pohádka)
- 1976 – Petřička (dětský)
- 1976 – Panenka z Vltavské tůně (pohádka)
- 1976 – Moje sestra je cvok (dětský)
- 1976 – Až bude padat hvězda (drama/psychologický)
- 1977 – Příběhy panáčka Košiláčka (TV Seriál)
- 1977 – Uloupený smích (pohádka)
- 1977 – Blaťácká povídačka (pohádka)
- 1977 – Konec jednoho představení v cirkusu Svět (dětský)
- 1978 – Pohádka o ebenovém koni (pohádka)
- 1978 – Na co si dneska hrajeme (pro děti)
- 1978 – Já nechci být víla! (pohádka)
- 1978 – Čarovné prstýnky (pohádka)
- 1978 – Všichni za jednoho (dětský)
- 1979 – Chyťte zloděje (detektivní/dětský)
- 1979 – Adriana (dětské drama)
- 1979 – Dárek (dětský)
- 1979 – Štvanci (drama/válečný)
- 1980 – Jak namalovat ptáčka (pro dospívající)
- 1980 – Holubník (dětský příběh)
- 1980 – Hadač od Saidovy zahrady (pohádka)
- 1981 – Vyzvání na cestu (drama pro děti)
- 1981 – Škola hrou (dětský)
- 1981 – Neuvěřitelný příběh (dobrodružný/sci-fi/dětský/komedie)
- 1981 – Národní divadlo – zázračný svět (naučný)
- 1981 – Čas strachu a statečnosti: Maratonský běh (dětský)
- 1981 – Čas strachu a statečnosti: Černé etudy (dětský)
- 1981 – Čas strachu a statečnosti: Tajný úkol (dětský)
- 1981 – Královna bludiček (pohádka)
- 1981 – Hraj, jak kvetou stromy (pro děti)
- 1981 – Drž se rovně, Kačenko! (komedie)
- 1982 – Výslech (krimi)
- 1982 – Vyšehrad (naučný)
- 1982 – Staré Město (naučný)
- 1982 – Pražský Hrad (naučný)
- 1982 – Pražské letohrádky (naučný)
- 1982 – Pražská dělnická předměstí (naučný)
- 1982 – Orloj (naučný)
- 1982 – Nové město (naučný)
- 1982 – Malá Strana (naučný)
- 1982 – Karlův most (naučný)
- 1982 – Potrhlá Andula (pohádka)
- 1982 – Nejhlavnější hodinky na světě (pohádka pro děti)
- 1982 – Příběhy modrého telefonu: Almara (dětský příběh)
- 1982 – Příběhy modrého telefonu: Klukovina (dětský příběh)
- 1983 – Šáteček a jablíčko (pohádka)
- 1983 – Nádherná města (pro mládež/drama)
- 1983 – O hodném Fridolínovi a zlé Józe (pohádka)
- 1983 – O bílém jadýrku (pohádka)
- 1983 – Nevěsta z obrázku (pohádka)
- 1983 – Kmotři z Blat (pohádka)
- 1983 – Bráška (dětský)
- 1983 – Příběhy modrého telefonu: Poklad (dětský příběh)
- 1983 – Příběhy modrého telefonu: Herečka (dětský příběh)
- 1984 – Zlaté kapradí (pohádka)
- 1984 – Tlustý pradědeček (pohádka)
- 1984 – O líné nitce a prstýnku s rubínem (pohádka)
- 1984 – Malý Démosthenés (dětské drama)
- 1984 – Letní pohádka (pohádka)
- 1984 – Ferdinande, vrať se! (pohádka/komedie)
- 1985 – Putování za Měsiční nitkou (pohádka)
- 1985 – Pták žal (pohádka)
- 1985 – O chamtivém strašidle (pohádka)
- 1985 – Chán Sulejmán a víla Fatmé (pohádka)
- 1985 – Drahý Bedřichu (historické drama/životopisný)
- 1986 – Švec z konce světa (pohádka)
- 1986 – Statečný Azmun (pohádka)
- 1986 – Pavouk se smaragdovýma očima (pohádka)
- 1986 – O buchtách a milování (pohádka)
- 1986 – O kouzelné píšťalce (pohádka)
- 1987 – O houslích krále snů (pohádka)
- 1987 – Balonová pohádka (pohádka)
- 1987 – Drátenická pohádka (pohádka)
- 1987 – Lepší prima den (pro dospívající)
- 1989 – O komtesce a zbojníkovi (pohádka)
- 1989 – O kouzelné šišce (pohádka)
- 1990 – O těch Martinových dudách (pohádka)
- 1990 – O Radkovi a Mileně (pohádka)
- 1990-1991 Heřmánci (TV Seriál)
- 1990 – Démantový déšť (pohádka)
- 1990 – Ahmed a Hazar (pohádka)
- 1992 – Ariadnina nit (pohádka)
- 1992 – Pastýř a princezna (pohádka)
- 1993 – Jánošova kouzelná flétnička (pohádka)
- 1994 – O nesytovi (pohádka)
- 1994 – Jak se stal švec Dratvička tchánem pana krále (pohádka)
- 1994 – Hvězdopravcův dar (pohádka)
- 1995 – Princ z pohádky (pohádka)
- 1995 – O kumburské meluzíně (pohádka)
- 1996 – Jakub a Modřínka (pohádka)
- 1996 – Jak se Kuba stal mlynářem (pohádka)
- 1996 – Dědo, čaruj! (pohádka)
- 1997 – O vílách rojenicích (pohádka)
- 1997 – Jak vyléčit ježibabu (pohádka)
- 1998 – O Johance s dlouhými vlasy (pohádky)
- 1998 – Kouzelný šíp (pohádka)